# Seseli rigidum
Seseli rigidum (жабриця жорстка) — вид рослин з родини окружкових (Apiaceae), поширений на Балканському півострові, у Румунії й Молдові, можливо, в Україні. Етимологія: лат. rigidum — «жорсткий».

## Опис
Багаторічна рослина. Стебло прямостійне, до 80 см заввишки, жолобчасте, пухнасте, розгалужене. Плоди еліпсоїдні, спинний бік із п'ятьма гребенями, черевний бік плоский, чашечкові зубці широко-трикутні, 3–4 x 1.9–2.3 мм. 2n = 18.

## Поширення
Поширений на Балканському півострові (Греція, Албанія, Македонія, Боснія і Герцеговина, Чорногорія, Хорватія, Болгарія, Сербія [включаючи Косово та Воєводину]), у Румунії й Молдові. Зростає на крейдяних і доломітових породах.
В Україні зростання можливе.